# NGC 5640
NGC 5640 ist eine 14,7 mag helle Spiralgalaxie vom Hubble-Typ Sa im Sternbild Giraffe und etwa 642 Millionen Lichtjahre von der Milchstraße entfernt.
Sie wurde am 20. Dezember 1797 von Wilhelm Herschel mit einem 18,7-Zoll-Spiegelteleskop entdeckt, der sie dabei mit „eF, S, lE, nearly in parallel“ beschrieb.